# Кауфман, Михаил Абрамович
Михаи́л Абра́мович Ка́уфман (4 сентября 1897, Белосток, Гродненская губерния, Российская империя — 11 марта 1980, Москва, СССР) — советский кинооператор и режиссёр художественного и документального кино.

## Биография
Родился в Белостоке (ныне Польша) в семье букиниста Абеля Кушелевича Кауфмана и Хаи-Эстер Рахмиелевны Гальперн, заключивших брак там же в 1894 году. Брат кинорежиссёра Дзиги Вертова (Давида Кауфмана) и американского кинооператора Бориса Кауфмана.
Участник Первой мировой войны. Службу проходил в запасном воздухоплавательном батальоне, откуда был командирован на теоретические курсы авиации при Петроградском политехническом институте (РГВИА.Ф. 352, оп.3. д. 59)
В кино с 1921 года, после демобилизации из Красной армии поступил во Всероссийский фотокиноотдел (ВФКО) в качестве организатора киносъемок . 
Из последнего интервью Михаила Кауфмана, взятого летом 1967 года для сборника "Из истории кино":
"В 1922 году я демобилизовался из армии. В армии я готовился поступить в школу аэронавигаторов, но из-за болезни не смог сдать экзамены. После демобилизации собирался начать занятия в университете на факультете общественных наук, однако материальные затруднения помешали осуществлению этой мечты.
Тогда и произошел важный для меня разговор с братом, который предложил мне работать вместе с ним в кино. Брат уже имел псевдоним, под которым вошел в историю мирового кино (“Вертов” — вертеть ручку монтажного стола”, “Дзига” — от “дз-з-з” — звука “моталки” монтажного стола)". (Опубликовано в журнале "Новый мир" №1 1994 г.)
До 1927 года вместе с Дзигой Вертовым работал на Совкино (Госкино-Центральной студии кинохроники). На протяжении ряда лет он работал вместе с Вертовым над экранным журналом “Киноправда”, снимал фильмы “Киноглаз”, “Одиннадцатый”, “Шестая часть мира”, “Человек с киноаппаратом”. Автор, режиссер и оператор фильмов “Москва”, “Весной”, “Небывалый поход”, “Авиамарш”. Затем работал на киностудиях УССР. В 1941—1977 годах — режиссёр киностудии Мостехфильм-Центрнаучфильм.
Урна с прахом захоронена в колумбарии Ваганьковского кладбища.

## Награды
- заслуженный деятель искусств РСФСР (1935)
- медаль «За доблестный труд в Великой Отечественной войне 1941-1945 гг.» (1946)
- Бронзовая медаль ВДНХ (1967).

## Избранная фильмография

### Оператор
- 1922 — Процесс эсеров
- 1923 — Сегодня (мультфильм)
- 1924 — Кино-глаз
- 1926 — Москва. Пробег кино-глаза; Шестая часть мира
- 1927 — День в яслях; Порт Новороссийск; Одиннадцатый
- 1929 — Человек с киноаппаратом
- 1930 — Весной
- 1931 — Небывалый поход (Незабываемый поход)
- 1933 — Большая победа
- 1934 — Авиамарш
- 1937 — Четыре виртуоза
- 1938 — Архитектор Мордвинов; Танцы народов СССР; Привет храбрым
- 1939 — Наша Москва
- 1940 — На Дунае

### Режиссёр
- 1923 — Сегодня (мультфильм)
- 1927 — Москва. Пробег кино-глаза[4]; День в яслях; Порт Новороссийск
- 1930 — Весной
- 1931 — Небывалый поход (Незабываемый поход)
- 1933 — Большая победа
- 1934 — Авиамарш
- 1935 — Счастливая юность; Цветущая Украина
- 1937 — Лебедев-Кумач; Четыре виртуоза
- 1938 — Архитектор Мордвинов; Танцы народов СССР; Привет храбрым
- 1939 — Наша Москва
- 1942 — Так было, так будет
- 1943 — Сибирь в дни войны
- 1945 — Тень от Луны
- 1946 — История одной линии
- 1947 — Неведомый Крым; В горном Крыму
- 1948 — Владимиро-Суздальская Русь
- 1955 — Рассказ о гало
- 1950 — В Третьяковской галерее
- 1957 — В гостях у трехгорцев
- 1958 — Поэма о жизни народа; Художник Грабарь
- 1960 — Борис Пророков
- 1964 — Планета загадок
- 1967 — Композитор Тихон Хренников
- 1972 — Динамовцы
- 1976 — Большая стирка